# Ole Eisfeld
Ole Eisfeld (* 15. November 1973 in Hamburg) ist ein deutscher Schauspieler.

## Leben
Eisfeld absolvierte von 1994 bis 1998 eine Schauspielausbildung an der Hochschule für Schauspielkunst „Ernst Busch“ in Berlin, die er mit dem Schauspieldiplom abschloss. Anschließend arbeitete er zunächst fast ausschließlich als Theaterschauspieler. Sein erstes Festengagement hatte er im Anschluss an seine Ausbildung am Kleist-Theater Frankfurt (Oder).
Er hatte weitere Fest- und Gastengagements unter anderem am Hebbel-Theater (1997), am Berliner Ensemble (1997), am Staatsschauspiel Dresden (1998), am Theater Chemnitz (Festengagement 2000–2004), am Schauspiel Leipzig (2004), am Staatstheater Nürnberg (Festengagement 2006–2009), am Theater Ingolstadt (2010) und an den Münchner Kammerspielen (2010). Eisfeld spielte als Theaterschauspieler ein breites Repertoire, das Rollen in Stücken von William Shakespeare, insbesondere aber auch Stücke der Moderne und des zeitgenössischen Theaters umfasste. Zu seinen Bühnenrollen gehörten unter anderem Romeo in Romeo und Julia (Theater Chemnitz, 2002), Silvio in der Komödie Der Diener zweier Herren (Schauspiel Leipzig, 2004), Mortimer in Maria Stuart (Staatstheater Nürnberg, 2009) und einer der Sprecher in Die Ermittlung (Staatstheater Nürnberg 2011). 
2011 gastierte er am Metropoltheater München. Im März/April 2013 spielte er am Theater im Rathaus Essen die männliche Hauptrolle Leo in dem Theaterstück Gut gegen Nordwind nach dem Roman von Daniel Glattauer. 2014 war er mit dem Euro-Studio Landgraf mit dem Stück Ich bin wie ihr, ich liebe Äpfel von Theresia Walser auf Theatertournee; seine Partnerinnen waren Reinhild Solf, Doris Kunstmann und Saskia Valencia.
Eisfeld übernahm seit 2000 zunächst gelegentlich auch einige Filmrollen, meistens in Kurzfilmen, Diplomfilmen und Hochschulabschlussfilmen. Seit 2010 war er verstärkt auch in Fernsehfilmen und Fernsehserien zu sehen. Häufig wurde er dabei als eleganter Geschäftsmann mit Anzug und Krawatte (u. a. als Manager, Banker, Firmenchef in der Mode-Branche) eingesetzt. 
2012 war er in der ZDF-Fernsehreihe Rosamunde Pilcher in einer Episodenhauptrolle zu sehen. Er verkörperte, an der Seite von Lara Joy Körner und Diana Körner, in dem Film Ungezügelt ins Glück den attraktiven englischen Arzt und Lord Dylan Brooks. Im Januar 2016 war Eisfeld in der ZDF-Fernsehreihe Kreuzfahrt ins Glück als Bräutigam und erfolgreicher Banker Patrick Söllner zu sehen. 2016 war er in der Fernsehserie Rote Rosen als Headhunter Marc Klingenberg zu sehen.  
Ole Eisfeld hatte Episodenrollen in verschiedenen Fernsehserien, unter anderem in SOKO München (2011; als Mordopfer Falko Seeberger), Heiter bis tödlich: Hubert und Staller (2011; als Bräutigam Markus Ziegler), Die Rosenheim-Cops (2012; als Biotechniker Thomas Egger), Notruf Hafenkante (2012, als Designer Justus Silberling), Forsthaus Falkenau (2013; als Manager Philipp Marenholt), Die Chefin (2013; als Banker Brockhausen), SOKO Stuttgart (2013; als Gunnar Wolff, Junior-Chef eines Modeunternehmens), Die Garmisch-Cops (2014; als Sven Krämer, Geschäftspartner eines erfolgreichen Unternehmers), Block B – Unter Arrest (2015; als Ehemann Mark) und SOKO Wismar (2016). 
Im Oktober 2016 war Eisfeld in der ZDF-Serie Herzensbrecher – Vater von vier Söhnen in einer Episodenhauptrolle zu sehen. Er spielte Rüdiger Hölting, den wegen seines Einsatzes im Afghanistankrieg schwer traumatisierten Vater eines Konfirmanden. Im Februar 2017 war Eisfeld in der ZDF-Fernsehreihe Inga Lindström in einer Hauptrolle zu sehen; er spielte den Buchhändler Sven, der sich in die Schwester seiner Freundin verliebt. Im August 2018 war er in der 4. Staffel der Fernsehserie In aller Freundschaft – Die jungen Ärzte in einer Episodenhauptrolle als besorgter werdender Vater Jonas Melzer zu sehen, der allerdings Probleme mit der Vorstellung hat, noch einmal Vater zu werden.
Eisfeld lebt in Berlin.

## Filmografie (Auswahl)
- 2007: Blindflug (Kinofilm)
- 2011: Davon willst Du nichts wissen (Fernsehfilm)
- 2010: SOKO München (Fernsehserie, Folge: Blutiger Honig)
- 2011: Heiter bis tödlich: Hubert und Staller (Fernsehserie, Folge: Brautjungfer über Bord)
- 2012: Rosamunde Pilcher – Ungezügelt ins Glück (Fernsehreihe)
- 2012: Tsunami: Das Leben danach (Fernsehfilm)
- 2012: Die Rosenheim-Cops (Fernsehserie, Folge: Eine Überraschung für Mohr)
- 2012: Notruf Hafenkante (Fernsehserie, Folge: Am Ende alles auf Anfang)
- 2012: Heiter bis tödlich: Akte Ex (Fernsehserie, Folge: Der fröhliche Mönch)
- 2012: Die Rosenheim-Cops (Fernsehserie, Folge: Der Tote in der Glasvitrine)
- 2013: Kommissarin Lucas – Lovergirl (Fernsehreihe)
- 2013: SOKO Stuttgart (Fernsehserie, Folge: Am seidenen Faden)
- 2013: Forsthaus Falkenau (Fernsehserie, Folge: Hundstage)
- 2013: Die Chefin (Fernsehserie, Folge: Versprechen)
- 2014: Die Garmisch-Cops (Fernsehserie, Folge: Gondelfahrt in den Tod)
- 2015: Block B – Unter Arrest (Fernsehserie, Folge Hinter dem Vorhang)
- 2015: Die Rosenheim-Cops (Fernsehserie, Folge: Das süße Erbe)
- 2015: Luis Trenker – Der schmale Grat der Wahrheit (Fernsehfilm)
- 2015: Chuzpe – Klops braucht der Mensch! (Fernsehfilm)
- 2016: Kreuzfahrt ins Glück – Hochzeitsreise an die Loire (Fernsehreihe)
- 2016: Rote Rosen (Fernsehserie, Serienrolle)
- 2016: SOKO Wismar (Fernsehserie, Folge: Zu spät)
- 2016: Die Informantin (Fernsehfilm)
- 2016: Herzensbrecher – Vater von vier Söhnen (Fernsehserie, Folge: Von Vätern und Söhnen)
- 2016: SOKO München (Fernsehserie, Folge: Targets)
- 2017: Inga Lindström – Liebesreigen in Samlund (Fernsehreihe)
- 2017: Die Spezialisten – Im Namen der Opfer (Fernsehserie, Folge: Heldenkinder)
- 2017: Willkommen bei den Honeckers (Fernsehfilm)
- 2017: Bella Block: Stille Wasser
- 2017–2018: Die Pfefferkörner (Fernsehserie, 10 Folgen)
- 2018: In aller Freundschaft – Die jungen Ärzte (Fernsehserie, Folge: Wunschträume)
- 2019: Brecht
- 2019: Katie Fforde: Das Kind der Anderen
- 2019: Heldt (Fernsehserie, Folge: Keiner von uns)
- 2019: Die Rosenheim-Cops (Fernsehserie, Folge: Ende eines Picknicks)
- 2020: WaPo Berlin (Fernsehserie, Folge: Verraten und verkauft)
- 2020: Letzte Spur Berlin (Fernsehserie, Folge: Anrufe)
- 2020: In aller Freundschaft (Fernsehserie, Folge: Achterbahn)
- 2020: MaPa (Fernsehserie, Folge: Die Klobürste)
- 2020: SOKO Wismar (Fernsehserie, Folge: Schlafende Hunde)
- 2021: SOKO Leipzig (Fernsehserie, Folge: Kampf ums Paradies)
- 2021: Dreiraumwohnung
- 2021: Gefährliche Wahrheit
- 2022: Die Drei von der Müllabfuhr – Zu gut für die Tonne (Fernsehreihe)
- 2023: Das Leben ist kein Kindergarten – Vaterfreuden (Fernsehreihe)
- 2023: SOKO Hamburg (Fernsehserie, Folge: Ausgeliefert)
- 2023: SOKO Potsdam (Fernsehserie, Folge: Kleinod)
- 2024: In aller Freundschaft – Die jungen Ärzte (Fernsehserie, Folge: Lebensträume)